# Treinongeval bij Wenzhou
Op 23 juli 2011 vond een treinongeluk plaats in het westen van de Chinese stad Wenzhou.
Een hogesnelheidstrein botste achter op een andere hogesnelheidstrein, waardoor de achterste wagons van de stilstaande en de voorste van de rijdende trein ontspoorden en vier wagons van het viaduct stortten waar de botsing plaatsvond. Voorafgaand aan het ongeluk werd de voorste trein door de bliksem getroffen, waardoor de energievoorziening terugliep en de trein steeds langzamer ging rijden. Door een ontwerpfout aan de seinapparatuur sprong het sein voor de achterliggende trein niet op rood, waarop deze achter op de trein reed. Het ongeval kostte het leven van 40 personen en er waren meer dan 200 gewonden. De berichtgeving was echter tegenstrijdig, ook is een minimum van 43 gegeven.